# Skřipcový axminsterský stroj
Skřipcový axminsterský stroj zvaný také gripperaxminster je zařízení na výrobu tkaných vlasových koberců.  

## Konstrukce stroje
Stroje se staví s pracovní šířkou do 366 cm, s maximálním dělením až 3,5 (sloupců) × 4 (řádky) na cm a s výkonem do 70 prohozů útku za minutu, tj. teoreticky 2,7 milionů zatkaných chomáčků za hodinu (ručně může zhotovit zručná vazačka 10 000 uzlů/hod).
Konstrukce stroje umožňuje vzorování koberců až v 16 barvách, systém je vhodný i pro malé série výrobků.

## Technika tkaní

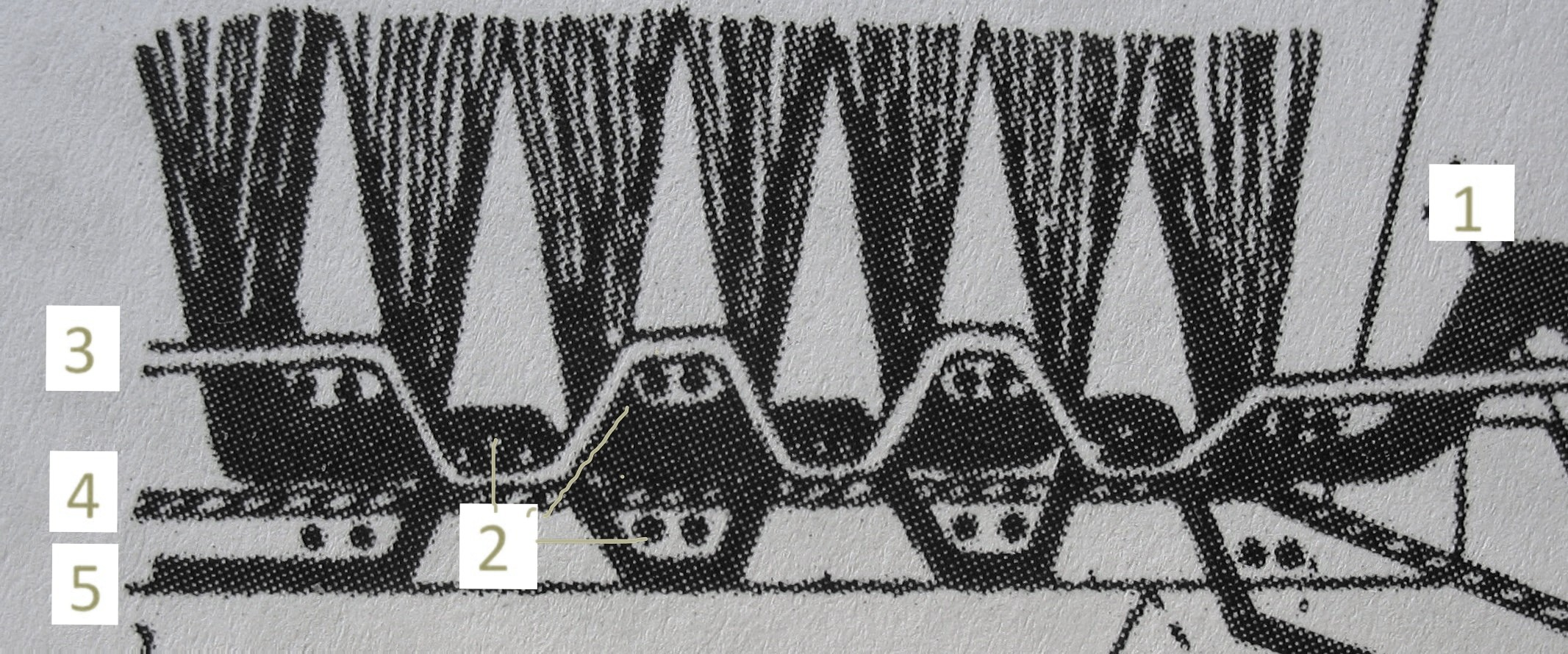
Schéma struktury koberce ze skřipcového axminsteru

Na nákresu vpravo je schematicky znázorněna struktura koberce zhotoveného na skřipcovém axminsteru:
Vlasové niti se při tkaní odvíjejí z cívek umístěných v rámu zkonstruovaném tak, že pro každou barvu příze je vyhrazena odděleně jedna cívečnice.
Vlasové niti se přivádějí do nosiče barevně roztříděné elektronickým žakárovým ústrojím podle požadovaného vzoru koberce. Skřipce protahují jednotlivé niti otvory v nosiči a speciální nože je stříhají na stanovenou délku. Chomáčky, tj. ústřižky vlasových nití (1), se zanášejí skřipci do tkaniny mezi osnovami (3) a (4) při každém druhém prohozu dvojitého útku (2), který obepínají ve tvaru písmene U, jehož obě ramena (vlasy) vyčnívají nad tkaninou. Podkladová tkanina se tvoří současně se zanášením chomáčků z osnov (4) a (5) a dalšího dvojitého útku (2).

## Vlastnosti gripperaxminsterských koberců
Koberce věrně napodobují ručně vázané výrobky. Vlasové niti jsou pevně uchyceny v podkladové tkanině, koberec je proto tuhý, rozměrově stabilní a velmi trvanlivý (životnost se udává 30 lety, naproti tomu např. u všívaného koberce 10 lety)
Podkladová tkanina se vyrábí obvykle z bavlněné nebo jutové osnovy 180×3–250×3 tex a útku 520×2 tex, vlasové niti s délkou asi do 10 mm jsou z čisté vlny nebo směsí vlny s umělými vlákny s jemností 660x2-775x3 tex.
Použití:

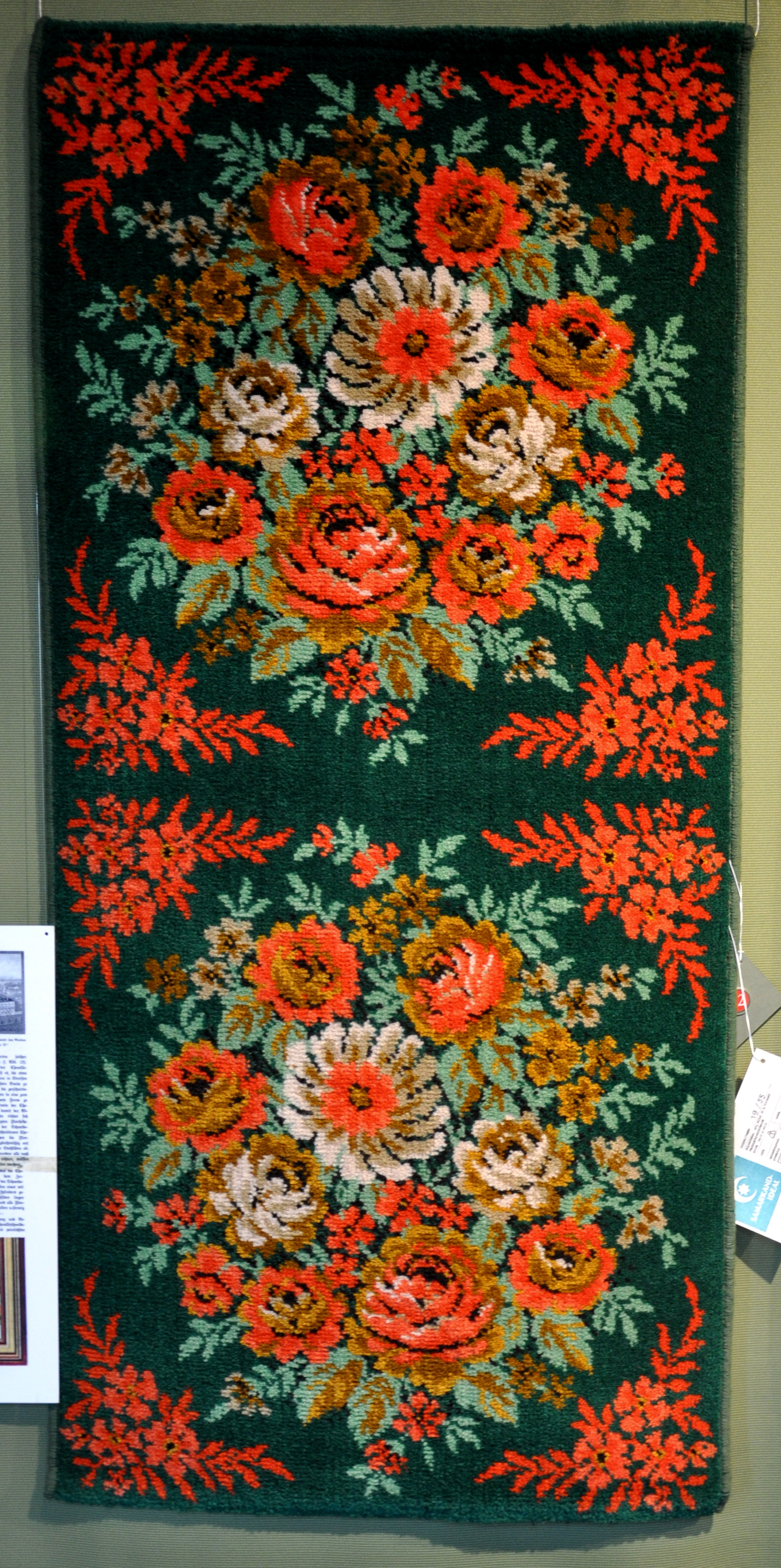
Koberec z gripperaxminsteru (NDR, 1970)

Koberce se nejčastěji používají jako podlahová krytina „ode zdi ke zdi“ (s hustotou do 240 000 vlasů na 1 m2) pro hotely a veřejné místnosti s nadstandardním vybavením. 

## Z historie gripperaxminsterů
Skřipcový axminster vyvinul (z cívkového axminsteru) Angličan Brintons v roce 1890. Ve 30. letech 20. století se začaly vyrábět koberce „ode zdi ke zdi“, čímž se značně zvýšila poptávka po skřipcových axminsterech. Koncem 20. století se však zájem o tkané koberce snížil asi o 70 % (zatímco výroba všívaných koberců se zvýšila na trojnásobek).
Ve 2. dekádě 21. století se nabízejí gripperaxminsterové stroje např. z Belgie a z Číny.
Podrobné informace o předpokládaném vývoji ve 3. dekádě 21. století lze zakoupit např. za 2980 USD.